# Hilda Heyman
Hilda Heyman (ur. 29 lipca 1872 w Alingsås, zm. 9 marca 1955 w Sztokholmie) – szwedzka artystka, malarka, aktywna m.in. w Krakowie.

## Edukacja i twórczość
Pochodziła z rodziny zamożnych ziemian. W latach 1897–1900 kształciła się w Valands Malorskola w Göteborgu pod okiem Carla Wilhemnsona oraz w Monachium i w Paryżu. Podczas licznych podróży poznała ortodoksyjnych Żydów czeskich. Zafascynowana wyjechała do Palestyny, gdzie szukała tematów do swoich obrazów. W 1937 przyjechała do Krakowa. Tu, za sprawą Leona Lewkowicza, poznawała kulturę żydowską Kazimierza i Nowego Targu. W 1937 zaprezentowała swoje prace – efekt swoich poszukiwań i fascynacji tradycją żydowską – w Żydowskim Domu Akademickim.

## Styl
Malowała głównie techniką olejną lub gwaszem. Przedstawiała postacie, wizerunki dzieci, portrety często na tle pejzaży lub w pomieszczeniach; malowała sceny rodzajowe z udziałem polskich i czeskich Żydów oraz ich dzielnice. Obrazy tworzyła pod wpływem symbolizmu o lekko geometrycznych formach.